# Shogo Hayashi
Shogo Hayashi (林 昇吾 Hayashi Shogo?, nacido el 9 de abril de 1997 en Tokio) es un futbolista japonés que se desempeña como defensa.

## Trayectoria
Shogo Hayashi se unió al club Tokyo Verdy de la J2 League en 2016. Dejó el club a finales de 2018.

### Clubes
| Club        | País  | Año         |
| ----------- | ----- | ----------- |
| Tokyo Verdy | Japón | 2016 - 2018 |

## Estadística de carrera

### J. League
| Club        | Año   | J. League | J. League | Copa J. League | Copa J. League | Total | Total |
| Club        | Año   | Part.     | Goles     | Part.          | Goles          | Part. | Goles |
| ----------- | ----- | --------- | --------- | -------------- | -------------- | ----- | ----- |
| Tokyo Verdy | 2016  | 4         | 0         | -              | -              | 4     | 0     |
| Tokyo Verdy | 2017  | 9         | 0         | -              | -              | 9     | 0     |
| Total       | Total | 13        | 0         | 0              | 0              | 13    | 0     |